# ホワイト・エンサイン

ホワイト・エンサイン

ホワイト・エンサイン又はホワイト・エンサン、エンスン（英語: White Ensign、発音: [ˈens(ə)n]、原語の発音は「エンスン」もしくは「エンサン」が近い）は、旗の一種。白地を赤十字で四分し、カントンに国旗（ユニオンジャック）を配している。聖ジョージ十字があしらわれていることから「セントジョージ・エンサイン（St. George’s Ensign）」とも呼ばれ、イギリス海軍の軍艦旗に用いられている。また、イギリス君主を案内する王室船でも掲揚される。

## 歴史上用いられた英国の旗
| 旗 | 名前                                  | 使用年代        |
| -- | ------------------------------------- | --------------- |
|    | ?テューダー・エンサイン               | 1485年 - 1603年 |
|    | ?ステュアート朝時代の軍艦旗           | 1620年          |
|    | ?イングリッシュ・ホワイト・エンサイン | 1630年 - 1707年 |
|    | ?ホワイト・エンサインの軍艦旗         | 1702年 - 1707年 |
|    | ?ブリテン・ホワイト・エンサイン       | 1707年 - 1800年 |

## 英国以外に使用している国及び地域の旗
| 旗 | 名前                       | 国               | 使用機関             |
| -- | -------------------------- | ---------------- | -------------------- |
|    | オーストラリア海軍軍艦旗   | オーストラリア   | オーストラリア海軍   |
|    | バングラデシュ海軍軍艦旗   | バングラデシュ   | バングラデシュ海軍   |
|    | バルバドス海軍軍艦旗       | バルバドス       | バルバドス海軍       |
|    | カナダ海軍軍艦旗           | カナダ           | カナダ海軍           |
|    | フィジー海軍軍艦旗         | フィジー         | フィジー軍           |
|    | インド海軍軍艦旗           | インド           | インド海軍           |
|    | ジャマイカ海軍軍艦旗       | ジャマイカ       | ジャマイカ海軍       |
|    | マレーシア海軍軍艦旗       | マレーシア       | マレーシア海軍       |
|    | ニュージーランド海軍軍艦旗 | ニュージーランド | ニュージーランド海軍 |
|    | ナイジェリア海軍軍艦旗     | ナイジェリア     | ナイジェリア海軍     |
|    | 南アフリカ共和国海軍軍艦旗 | 南アフリカ共和国 | 南アフリカ共和国海軍 |
|    | スリランカ海軍軍艦旗       | スリランカ       | スリランカ海軍       |
|    | シエラレオネ海軍軍艦旗     | シエラレオネ     | シエラレオネ海軍     |